# كوتشي (كيرلا)
كُوجِين (بالهندستانية: کوݘین) مدينة في ولاية كيرلة الهندية وتعتبر أهم الموانئ البحرية في البلاد وتقع في عمالة أرناكلم على بعد 220 كم شمال عاصمة الولاية.
يبلغ عدد سكانها ما يقرب من 600.000 نسمه ومساحتها إلى 94.88 كم2.
بدأت الهند هذه الأيام بتصنيع أول حاملة طائرات وطنية في حوض بناء السفن بمدينة كوجين.
وعلى مدى عدة قرون كانت تجارة التوابل هي المحرك والدافع للتنمية الاقتصادية في «كيرلة» وخاصة الفلفل الأسود وإلى الآن تعتبر كوجين المدينة الاقتصادية لكيرلة وذلك بفضل مينائها.
كوجين هي موطن مجلس التوابل، قسم وزارة التجارة الهندية المسؤولة عن التوابل.

## تقسيماتها
تتكون المدينة من ثلاثة أجزاء رئيسية:
- قبالة الساحل، شبه جزيرة ماتانشيري، المعروفة باسم فورت كوجين، حيث تقع أقدم أجزاء المدينة.
- جزيرة ويلينجدون الاصطناعية التي بُنيت في 1920 مع منتجات التجريف من الخليج.
- أرناكلم، جزء من المدينة على البر الرئيسي.
- بالإضافة إلى هذا الأخير، هناك جزيرتين أصغر آخرتين. كل هذه المناطق متصلة ببعضها البعض عن طريق العبارات والجسور.

## التاريخ

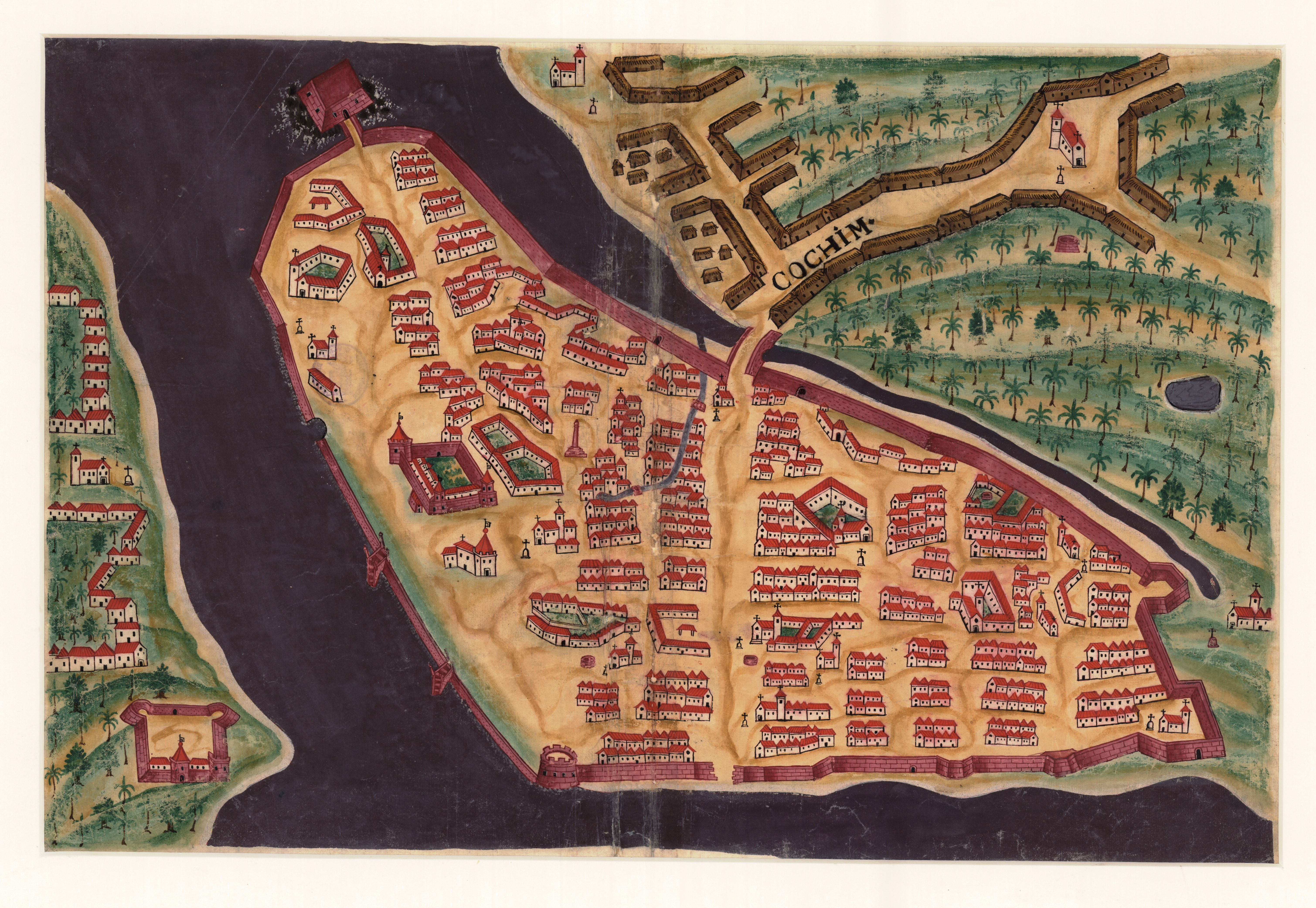
مدينة كوجين في عام 1635

كانت كوجين مركز تجارة التوابل الهندية لعدة قرون، وكانت معروفة لدى يافاناس (اليونانيين والرومان) وكذلك اليهود والسوريين والعرب والصينيين منذ العصور القديمة. ارتفع إلى أهمية كمركز تجاري بعد تدمير ميناء موزيريس حول Kodungallur (Cranganore) من خلال الفيضانات الضخمة من Periyar في 1341. المراجع الأقدم الموثقة إلى كوجين تحدث في الكتب التي كتبها المسافر الصيني ما هوان خلال زيارته إلى كوجين في القرن الخامس عشر كجزء من أسطول الكنوز الأدميرال تشنغ خه. هناك أيضا إشارات إلى كوجين في الحسابات التي كتبها المسافر الإيطالي نيكولو دا كونتي، الذي زار كوجين في عام 1440.
على ساحل مليبار في أوائل القرن الخامس عشر، كانت كاليكوت وكوجين في حالة من التنافس الشديد، لذا قررت سلالة مينغ الصينية التدخل من خلال منح وضع خاص لكوجين وحاكمها المعروف باسم كيلي (可 亦 里) للصينيين. كانت كاليكوت المدينة الساحلية المهيمنة في المنطقة، ولكن كوجين بدأت تظهر كمنافس رئيسي لها. في رحلة كنج مينغ الخامسة، تم توجيه الأدميرال تشنغ خه لإضفاء ختم على كيليلي في كوجين على جبل في مملكته، الجبل الذي يحمي البلاد). قدم تشنغ خه قرصًا حجريًا مكتوبًا بإعلان ألّفه يونغلي إمبراطور نفسه، إلى كوجين. وطالما ظل كوجين تحت حماية مينغ الصين، لم يتمكن زمور كاليكوت من غزو كوجين وتم تجنب الصراع العسكري. ونتيجة لذلك، كان لتوقف رحلات كنز مينغ نتائج سلبية بالنسبة إلى كوجين، حيث أن السامري في كاليكوت سيطلق غزوة في نهاية المطاف ضد كوجين. في أواخر القرن الخامس عشر، احتل السامريون كوجين وقام بتركيب ممثله كملك هناك.
وفقا لكثير من المؤرخين، ظهرت الدولة السابقة لمملكة كوجين إلى الوجود في أوائل القرن الثاني عشر، بعد سقوط مملكة شيرا. كان عهد المملكة وراثي، وكانت تعرف الأسرة التي حكمت المنطقة باسم برومبادو سوارومبار في العامية المحلية.
أسس الملاح البرتغالي، بيدرو ألفاريس كابرال أول مستوطنة أوروبية في الهند في كوجين في 1500. من 1503 إلى 1663، حكمت فورت كوجين (فورت إيمانويل) من قبل البرتغال. كانت هذه الفترة البرتغالية فترة مأساوية بالنسبة لسانت توماس المسيحيين واليهود، حيث كانت محاكم التفتيش نشطة في الهند البرتغالية. استضافت كوجين قبر فاسكو دا جاما، أول مستكشف أوروبي أبحر إلى الهند، الذي دفن في كنيسة القديس فرنسيس حتى أعيد رفاته إلى البرتغال في 1539. وأعقب الحكم البرتغالي حكم الهولنديين الذين أعادوا تسمية فورت إيمانويل باسم حصن ستورمسبورج. في غضون ذلك، نقلت العائلة الملكية في كوجين عاصمة مملكة كوجين إلى مدينة ثريسور، تاركة السلطة الاسمية على جزر كوجين. في عام 1664، تم تأسيس بلدية فورت كوجين من قبل السلطات الهولندية، مما يجعلها أول بلدية في شبه القارة الهندية، والتي تم حلها عندما أصبحت السلطة الهولندية أضعف في القرن الثامن عشر. الجزء المتبقي من كوجين كان يحكمه حكام مملكة كوجين. وبحلول عام 1773، مد حاكم ميسور حيدر علي غزوه في منطقة مليبار إلى كوجين مما أجبره على أن يصبح رافدا لمايسور. انتهت رئاسة وزراء ولاية كوشي الوراثية خلال هذه الفترة.
في هذه الأثناء، وقع الهولنديون، خوفًا من اندلاع حرب على المقاطعات المتحدة، على المعاهدة الأنجلو ـ هولندية لعام 1814 مع المملكة المتحدة، والتي بموجبها تم التنازل عن كوجين إلى المملكة المتحدة في مقابل جزيرة بانجكا. ومع ذلك، هناك أدلة على سكن اللغة الإنجليزية في المنطقة حتى قبل التوقيع على المعاهدة. في عام 1866، أُعيد تثبيت بلدية فورت كوجين وأُجريت أول مسابقة لها في المجلس البلدي في عام 1883. وفي عام 1896، بدأ راما فارما الخامس عشر، مهراجا كوجين، الإدارة المحلية بتشكيل مجالس بلدات في ماتانشيري وأرناكولام. في عام 1907، غادر حاكم رئاسة مدراس، السير آرثر لولي وشقيقه بي بيللي لولي، والثالث بارون وينلوك، حاكم مدراس، 1891 إلى 1896، في جولة رسمية في كوجينن وتريفانكور، والتي استمرت من 25 يناير إلى 14 فبراير. في 26 يناير، استقبلهم صاحب السمو الراجع من كوجين الذي أقام حفل عشاء على شرفهم في أرناكلم. بحلول عام 1870، تم نقل عاصمة مملكة كوجين مرة أخرى إلى ضاحية كوجين في تريبونيتورا. في عام 1910، أصبحت أرناكلم العاصمة الإدارية لمملكة كوجين مع إنشاء الأمانة الملكية وداربار الدولة. وسرعان ما انتقلت مكاتب الديوان والمحكمة العليا إلى أرناكلم.
في عام 1925، تم تشكيل الجمعية التشريعية في كوجين بسبب الضغط العام على الدولة. نحو أوائل القرن العشرين، ازدادت التجارة في الميناء بشكل كبير، وكانت الحاجة إلى تطوير الميناء واضحة. وكان مهندس هارب روبرت بريستو إخوانه.

## السكان

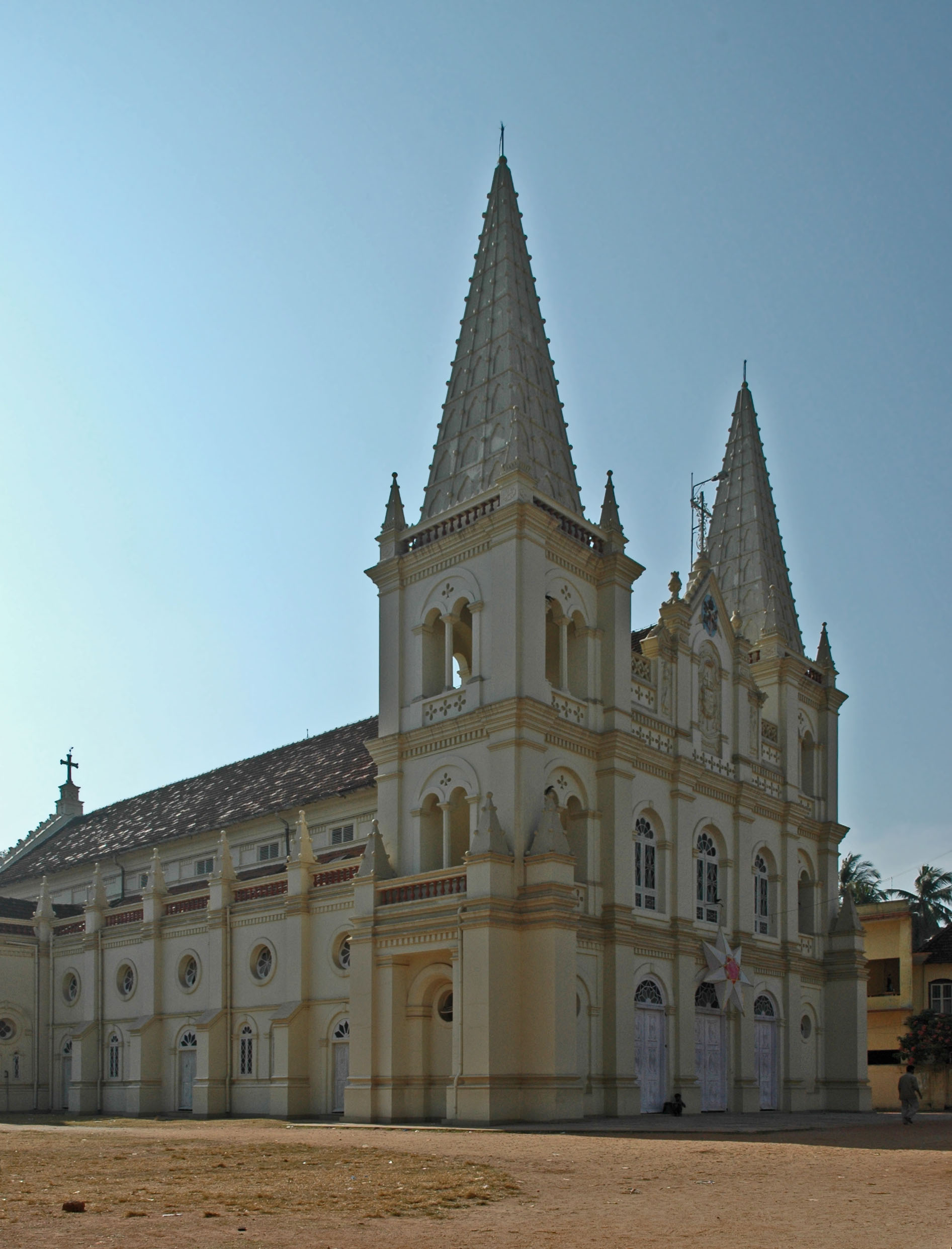
بازيليك سان كروزا في فور كوجين

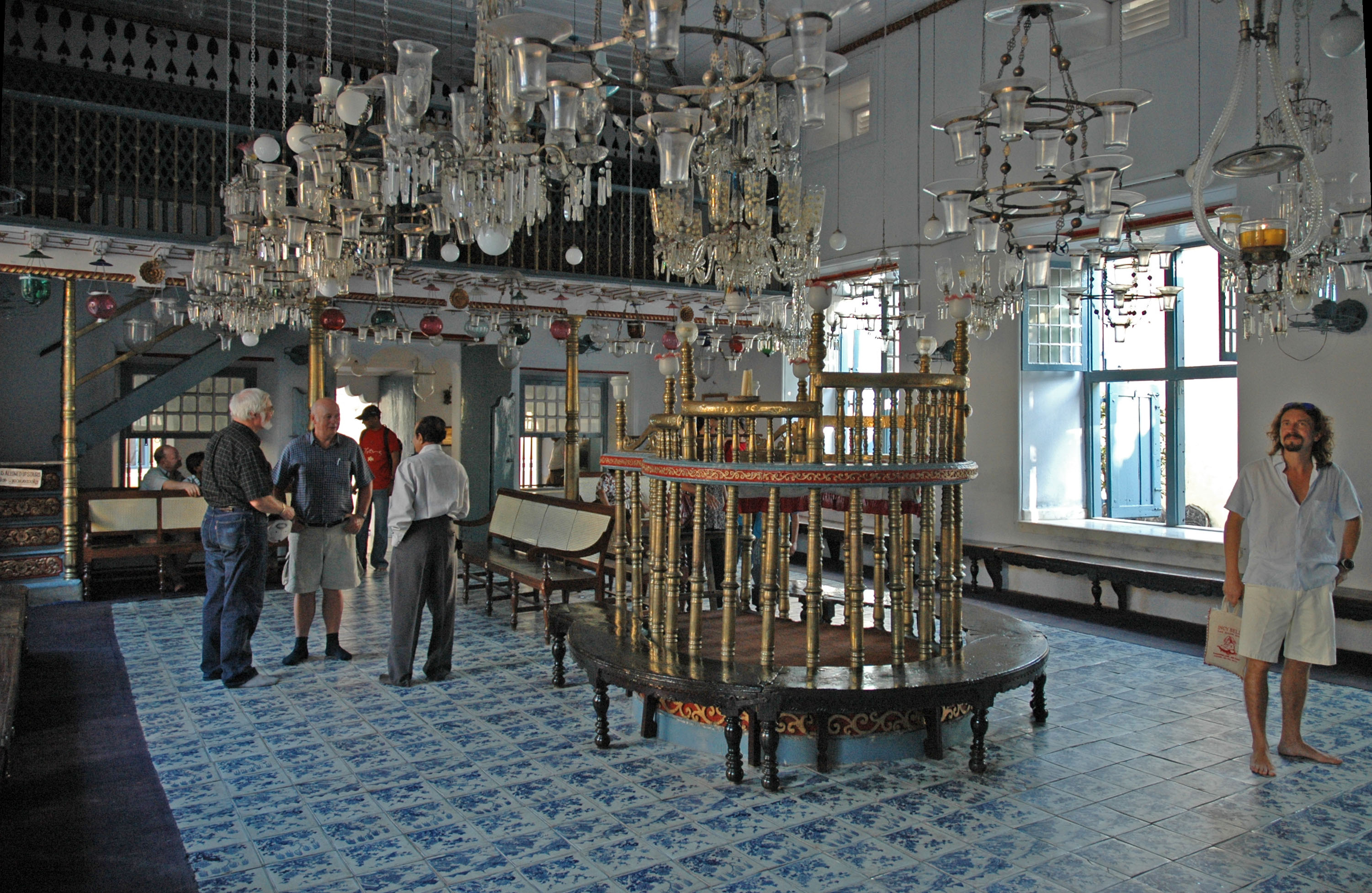
داخل الكنيس اليهودي في كوجين

الديانات الرئيسية في كوشي هي الهندوسية والمسيحية والإسلام. كما تمارس اليوشية واليهودية والسيخية والبوذية، في كوجين. على الرغم من أن 47% منهم يمارسون الهندوسية، فإن نسبة كبيرة من المسيحيين (35٪) تجعل من كوجين مدينة ذات واحدة من أكبر المجموعات المسيحية في الهند. غالبية سكان المدينة مالاياليس. ومع ذلك، هناك مجتمعات من الأقليات العرقية الهامة بما في ذلك التاميل، والغوجاراتية، واليهود، والهنود-الهنود، والسيخ، وكونكانس المالايالام هي اللغة الرئيسية للاتصال والتعليم المتوسط للتعليم الابتدائي، على الرغم من أن عددًا من المدارس تقدم تعليم اللغة الإنجليزية المتوسطة. التعليم العالي هو دائما في اللغة الإنجليزية المتوسطة، وهي اللغة المفضلة في دوائر الأعمال. يتم فهم التاميلية والهندية على نطاق واسع - على الرغم من أنهما نادرًا ما يتم التحدث بها.
مثل غيرها من المدن سريعة النمو في العالم النامي، تعاني كوجين من مشاكل التحضر الكبرى. احتلت المدينة المرتبة العاشرة بين المدن الهندية من حيث تكلفة المنزل وتوافره، وتكدس المنازل في المدن.
الحكومة لديها خطط لجعل المدينة خالية من الأحياء الفقيرة بحلول عام 2016. وفقا لمكتب سجلات الجرائم الوطنية، تحتل المدينة المركز الرابع في عدد الجرائم المسجلة في الهند. في عام 2009، سجلت المدينة معدل جرائم بمعدل 646.3 مقابل المعدل الوطني البالغ 181.4. لكن مفوض شرطة مدينة كوجين أوضح فيما بعد أن هذا الوضع الشاذ يرجع إلى ارتفاع معدلات الإبلاغ عن الجرائم البسيطة في كوجين عنها في المدن الهندية الأخرى. تقرير مكتب سجلات جرائم الدولة (SCRB) يعطي مزيدا من المصداقية لذلك لأنه يرى أن كوجين لديها أقل عدد من الجرائم ضد النساء في ولاية كيرلة. تقع كوجين أولاً في الولاية، والسادس في البلاد. وتأتي كوجين في المرتبة السابعة في قائمة العشرة الأوائل الأكثر ثراء في الهند بحلول عام 2009 وقد صنفت كوجين رابع مدينة نظافة في الهند. تم اختيارها كواحدة من بين 100 مدينة هندية يتم تطويرها كمدينة ذكية تحت قيادة رئيس وزراء المدن الذكية ناريندرا مودي.

## أهم أنشطة السكان
الصيد هو أهم أنشطة سكان كوجين حيث يستعملون الشباك الصينية بحجمها الكبير ولم يستعملوا الآلات الحديثة حتى الآن.
يكثر فيها المطر بغزارة طوال العام ولكن في شهر يوليو أكثر.

## معالمها السياحية
جزيرة ( فايبين ) و( بولغاتي) و( ويلنجرون ) التي تعرف بفندقها الفخم ذي الهندسة المعمارية التي يصعب إيجاد مثيل لها فندق ( مالبار كوجينن ) والذي تستطيع من شرفاته الرائعة التمتع بمشاهدة الصيادين في البحر ورؤية السفن وهي راسية على الميناء.
والقصر الهولندي بحي ( ما تنشري ) والذي شيّده أحد البرتغاليون.

## المواصلات

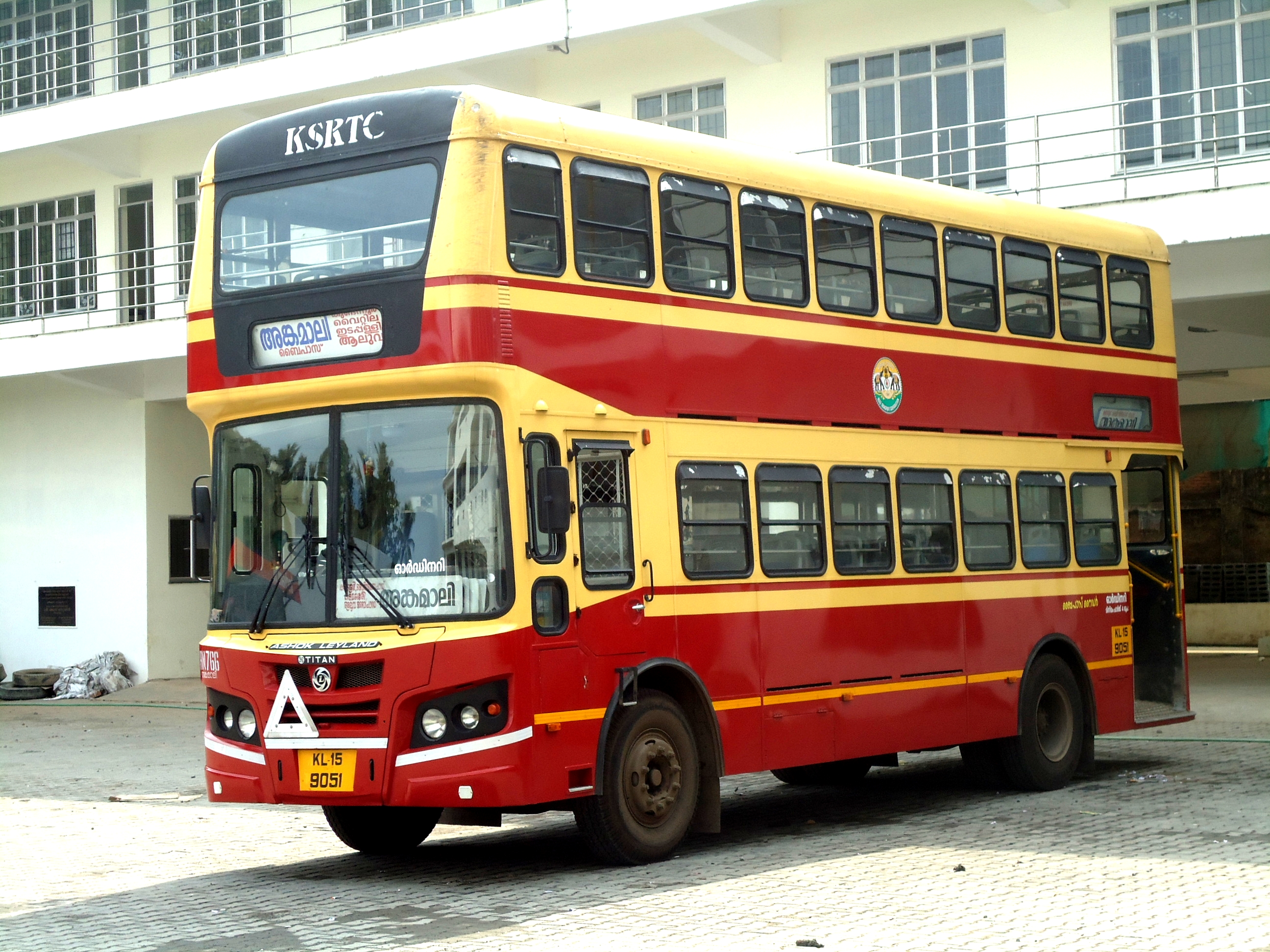
باص بطابقين في كوجين

تخدم المدينة شبكة من وسائل النقل العام وهي :

## النقل الجوي
كوجين فيها مطار دولي وهو مطار كوجينن الدولي، وهو أول مطار في العالم الذي يزود بطاقة كهربائية من مصادر مستديمة ومتجددة.
يقع مطار كوجين الدولي في نيدومباسيري، على بعد حوالي 25 كم (16 ميل) شمال شرق المدينة، وهو المطار الأول في الهند الذي تم تطويره في إطار نموذج الشراكة بين القطاعين العام والخاص (PPP) وتم تمويله من قبل ما يقرب من 10،000 من الهنود غير المقيمين من 30 دولة.
هو المطار الأكثر ازدحاما والأكبر في ولاية كيرلة. اعتبارًا من عام 2017، يخدم مطار كوجين الدولي 63.86% من إجمالي حركة الركاب الجوية في ولاية كيرلة. وهو أيضا رابع أكثر المطارات ازدحاما في الهند من حيث حركة المرور الدولية والسابع ازدحاما بشكل عام. في السنة المالية 2017-18، تعامل المطار مع حوالي 10.2 مليون مسافر مع ما مجموعه 68،898 حركة طيران. يعد المطار قاعدة أساسية لعمليات Air India Express التي يوجد مقرها الرئيسي في المدينة.
يشغل المطار ثلاثة محطات ركاب ومحطة شحن واحدة، مبنى الركاب رقم 3 هو واحد من أكبر المحطات في الهند. في 18 آب / أغسطس 2015، أصبح مطار كوجين الدولي المطار الأول بالطاقة الشمسية بالكامل في العالم مع افتتاح محطة شمسية مخصصة. في 26 يوليو 2018، تم اختيار المطار للحصول على جائزة بطل الأرض المرموقة، وهو أعلى تكريم للبيئة تم تأسيسه من قبل الأمم المتحدة.

## النقل المائي

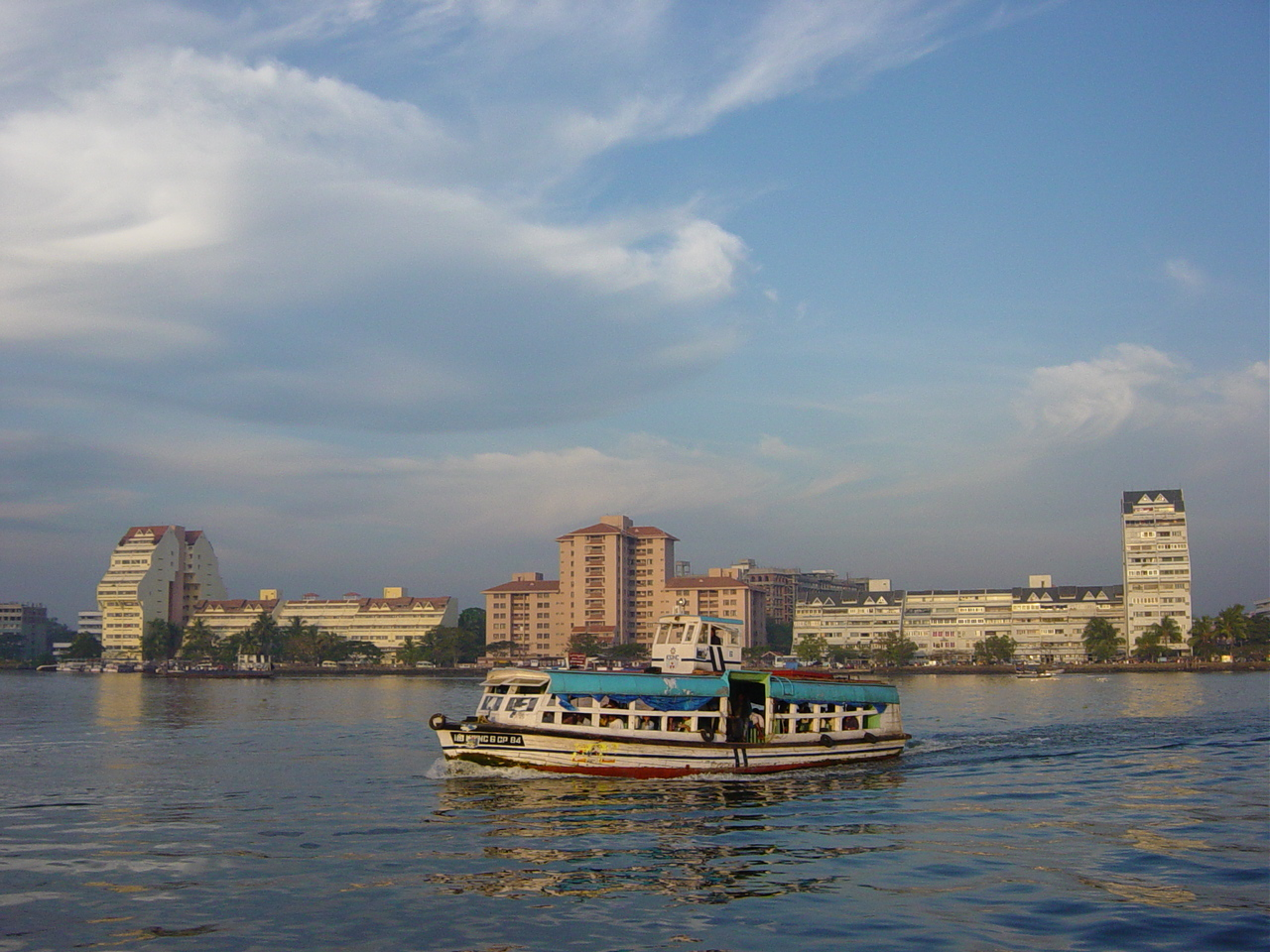
سفينة نقل ركاب في كوجين

في المدينة ميناء يربط لكشديب مع كولمبو عن طريق خدمة العبارات. إدارة النقل المائي بولاية كيرلة (SWTD)، وهي خدمة نقل عام تخدم ألابوزا، وكوتايام، وكولام، وإرنكولام، وكانور وكاساجود؛ يقع في المدينة المقر الرئيسي لشركة كيرلة للملاحة البحرية والملاحة الداخلية (KSINC)، وهي تابعة لدائرة ولاية كيرلة، وتوفر خدمات الصيانة والسلع والركاب، كما أنها عبارة عن حوض لبناء السفن.

### الطريق
يعتمد الشكل الأساسي للنقل العام داخل المدينة بشكل كبير على شبكات الحافلات الخاصة. تدير الدولة أيضا خدماتها في المدينة من خلال خدمة Thirukochi. Ernakulam Town وErnakulam Jetty ومحطة الحافلات الخاصة في Kaloor. محطة عبور متكاملة وهي Mobility Hub في Vytilla تحت المرحلة الثانية من البناء. تعمل المحطة كمركز لخدمات الحافلات للمسافات الطويلة بعيداً عن وسط المدينة، كما تتقارب للنقل العام والباص والمترو والعبارة.
في كوجين جيل جديد من مشروع تطوير النقل في المدينة مع مكيف الهواء. يمكن استئجار سيارات الأجرة وعربات الريكاشة (التي تسمى السيارات) على مدار اليوم.

### السكك الحديدية
هناك كوجين هاربور تيرمينوس التي توفر اتصال السكك الحديدية إلى الجزء الجنوبي من ميناء كوجين. المحطة حاليا في طور التجديد لشبكات السكك الحديدية في الضواحي. يتم تشغيل نظام النقل بالسكك الحديدية الرئيسي في كوجين من قبل منطقة السكك الحديدية الجنوبية التابعة للسكك الحديدية الهندية، وتحت قسم سكة حديد ثيروفانانثابورام. محطة ساوث هي واحدة من محطات السكك الحديدية الأكثر ازدحامًا في جنوب الهند، مع أكثر من 128 خدمة قطار مجدولة يوميًا. تقع محطة الشمال على الجانب الجنوبي من المدينة، ويتم خدمتها بشكل جيد من قبل محطة الجنوب.
تقع Ernakulam Terminus (رمز المحطة: ERG) خلف المحكمة العليا. زارت شخصيات عظيمة مثل المهاتما غاندي ونائب الملك البريطاني كوجين عبر محطة السكك الحديدية القديمة هذه. كانت أرناكلم تيرمينوس أول محطة تخدم المدينة ولكن كان لا بد من التخلي عنها في أوائل الستينيات. الآن تعمل هذه المحطة كمستودع للسكك الحديدية الجنوبية.

### المترو
مترو كوجين هو نظام النقل السريع بالمترو الذي يخدم مدينة كوجين، ويهدف إلى توفير مجموعة واسعة من الازدحام المروري في المدينة والمنطقة المحيطة بها المتروبولية. ومن المقدر أن يكلف 5،146 كرور روبية (720 مليون دولار أمريكي). سيكون للمرحلة الأولى من نظام المترو 22 محطة تربط بين مدينتي ألوفا وبيته في الضواحي أثناء مرورهما بوسط المدينة. تم تدشين النصف الأول من المرحلة الأولى لمترو كوجين في 17 يونيو 2017 من قبل رئيس الوزراء الهندي نارندرا مودي. في الوقت الحالي يعمل مترو كوجين من ألوفا إلى كلية ماهراجا على طول طريق كالاماسري - إيدابالي - كالور - إم جي رود، الذي يغطي ما مجموعه 18.4 كم مع 16 محطة تشغيلية.

## الثقافة
تتميز كوجين كمعظم مدن الهند وخاصة مدن ولاية كيرلة باهتمامها بالمهرجانات فيخرج الكبار والصغار للاحتفال بالمهرجانات في الشوارع ويقوموا بتوزيع الحلوى على الناس في الشوارع سواء كانوا من أهل المدينة أو السائحين وأبرز رموز في هذه المهرجانات والاحتفالات هو الفيل الذي يرمز إلى أشياء كثيرة
ومن المهرجانات الشهيرة في كوجينن:
- مهرجان أونام والذي يكون خلال شهري أغسطس وسبتمبر أي شهور الحصاد والذي يضفي السعادة على كل سكان ولاية كيرلة.

ويعد فن (الكاثاكالي) الذي يشبه إلى حد كبير فن (الكابوكي) الياباني من أهم الفنون التي تتميز بها مدينة كوجين.

## التراث
يقع القلب التاريخي للمدينة في منطقة فور كوجين (حصن كوجين)، في شبه جزيرة ماتانشيري.
هذا هو المكان الذي يقع فيه قصر رجا، المسمى «القصر الهولندي». الذي بُني حوالي 1555 من قبل البرتغالي لراجا فيراكيرلةرما، أعاد الهولنديون بنائها بعد قرن من الزمان لجعلها قصر الحاكم. ثم تم إعادته إلى رجا الذي قام بتزيينه بلوحات جدارية جميلة، تم الحفاظ عليها بشكل مثير للإعجاب، تصور مشاهد من رامايانا.
المربعات الصينية هي بقايا مرجعية لحملة تشنغ خه الصينية التي مرت عبر ولاية كيرلة قبل وصول الأوروبيين. يعتبر فور كوجين (حصن كوجين) أيضًا موطنًا لكاتدرائية هولي كروسس في كوجين، فضلاً عن الكنيس القديم الذي يعود تاريخه إلى عام 1568 وتم توسيعه في عام 1760.